# Лапсанг сушонг
Лапсан сушонг (англ. Lapsang souchong; кит. трад. 正山小種, упр. 正山小种) — один из самых известных сортов чая из Южного Китая. Отличается своеобразным вкусом и ароматом («копчёный чай» или «дегтярный чай»).

## Название
Происхождение названия Lapsang souchong неясно.
Слово souchong, известное с середины 18-го века, обычно отождествляют с китайским 小種 «малый сорт; сорт с малыми листами», однако иероглиф 小 не имеет чтения вроде sou ни в одном из китайских языков. Это слово не обозначает чай, произведённый в каком-то определённом регионе. Им называют категорию чайного листа, который может производиться не только в Китае, но и, например, в Индии.
Слово lapsang, вероятнее всего, является лишь коммерческим псевдо-китаизмом. Оно впервые добавилось к слову souchong намного позже, примерно в середине 19-го века. Lapsang иногда отождествляют с китайским 立山 «стоячая гора» — слово 立 «стоять» читается lap6 в кантонском языке, однако для 山 «гора» чтение вроде sang в основном характерно лишь для некоторых миньских языков (в основном восточноминьского и тьё-сва). Ряд китайских и западных чайных блогов и энциклопедий утверждают, что lapsang происходит от слова 內山 («внутренние горы»), которым называют горы Уишань, в отличие от окружающих «внешних гор» (外山). То же значение приписывают и слову 正山 («прямая гора» или «прямые горы»). Эти версии, однако, по языковым причинами также сомнительны.
В Китае этот сорт известен под следующими названиями:
севернокит. чжэншань сяочжун, пиньинь zhèngshān xiǎozhǒng
кант. чинсань сиучун, ютпхин zing3saan1 siu2zung2
хокк. чингсань сьяучьёнг, пэвэдзи chèng-san siáu-chióng
севернокит. сюньча, пиньинь xūnchá
кант. фаньчха, ютпхин fan1caa4
хокк. хуньтэ, пэвэдзи hun-tê
Также встречаются попытки восстановить слово-источник для Lapsang souchong или просто транскрибировать англоязычное название:
севернокит. лишань сяочжун, пиньинь lìshān xiǎozhǒng
кант. лапсань сиучун, ютпхин lap6saan1 siu2zung2
хокк. липсань сьяучьёнг, пэвэдзи li̍p-san siáu-chióng
севернокит. Лапушань сяочжун, пиньинь lāpǔshān xiǎozhǒng
кант. Лайпоусань сиучун, ютпхин laai1pou2saan1 siu2zung2
хокк. Лапхосань сьяучьёнг, пэвэдзи la-phó͘-san siáu-chióng
севернокит. нэйшань сяочжун, пиньинь nèishān xiǎozhǒng
кант. нойсань сиучун, ютпхин noi6saan1 siu2zung2
хокк. луэсань сьяучьёнг, пэвэдзи lōe-san siáu-chióng
севернокит. лашэнсу-чжун, пиньинь làshēngsū-zhǒng
кант. лапсансоу-чун, ютпхин laap6sang1sou1-zung2
хокк. льяпсингсо-чьёнг, пэвэдзи lia̍p-seng-so͘-chióng
севернокит. лаоцун сяочжун, пиньинь lǎocōng xiǎozhǒng
кант. лоучхун сиучун, ютпхин lou5cung1 siu2zung2
хокк. лаучхьёнг сьяучьёнг, пэвэдзи lāu-chhiong siáu-chióng
Последнее название возникло, видимо, из-за путаницы с другим чайным брендом, относящимся к выдержанным улунам:
севернокит. лаоцун шуйсянь, пиньинь lǎocōng shuǐxiān
кант. лоучхун сёйсинь, ютпхин lou5cung1 seoi2sin1
хокк. лаучхьёнг суйсьен, пэвэдзи lāu-chhiong súi-sian
В русскоязычном интернете для чая Лапсанг сушонг встречается, по-видимому, образованное от двух предыдущих наименование
севернокит. лаосун сяочжун, пиньинь lǎosōng xiǎozhǒng
кант. лоучхун сиучун, ютпхин lou5cung4 siu2zung2
хокк. лаусьёнг сьяучьёнг, пэвэдзи lāu-siông siáu-chióng
Утверждается, что оно якобы оригинальное для Lapsang souchong, однако оно не упоминается в нерусскоязычных источниках. Слово 老 «старый» также не может произноситься как lap ни в одном из китайских языков даже теоретически.

## История
По китайской классификации относится к красным чаям.
Родина чая — китайская провинция Фуцзянь. Уже с 1610 года или 1650 года, в горах Уишань, в деревне Син Ху Чжэнь, в уезде Нань Ли, существовало производство чая чжэн шань сяо чжун. Аналогичные чаи производятся также в соседнем районе и называются «Вай Шань Сяо Чжун» — «малый вид с горы Вай Шань».

## Изготовление
При изготовлении Лапсанг Сушонга используется первое подвяливание при солнечном свете. Затем чай скручивается. После скручивания чай ссыпается в корзины, где и происходит ферментация. Это делается рядом с огнём или над очагом, чтобы повысить температуру чая. В течение 6—8 часов он прогревается до тех пор, пока из него не выйдет вкус и запах зелени. В результате этой процедуры поверхность листьев приобретает красно-бурый цвет. Во время сушки и прожаривания чай прогревают на сосновых дровах (корнях китайской ели). В результате чай приобретает смолистый сосновый запах.

## Вкус, аромат, традиции употребления

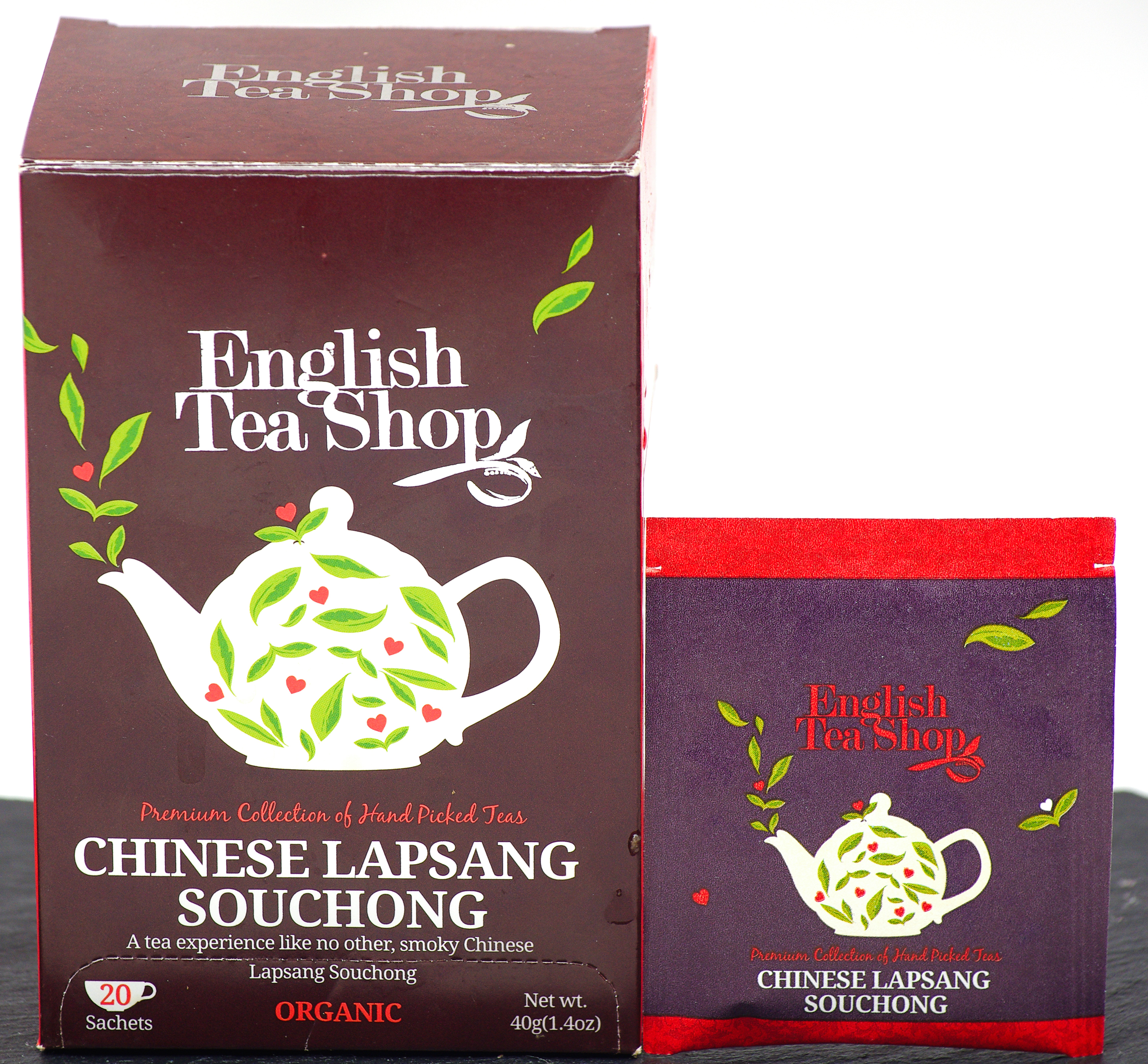
Пакетированный Лапсанг сушонг

Согласно китайскому чайному канону, высококлассный чжэн шань сяо чжун имеет настой насыщенного красно-бордового цвета и красный лист, аромат южных плодов лунъянь (лонгана) и вкус, похожий на вкус цветов корицы.
Искушённые любители различают в чае нотки дыма и древесины, а также сладкого имбиря, карамели, чернослива и сушёной груши.
Чай особенно хорош в холодное время года. Рекомендуется употреблять после длительных физических усилий на холоде: например, занятий альпинизмом, после лыжных прогулок и так далее.
Для заварки нужна 1 чайная ложка на 200—300 мл чая. Лучше настоять чай подольше, 7—10 минут, для чего необходимо держать заварочный чайник в тепле. Можно заваривать три-четыре раза. Перед употреблением чая рекомендуется сделать небольшую паузу, вдыхая его аромат.
Не рекомендуется пить лапсанг сушонг с сахаром, но допустим лимон. К этому чаю хорошо подходят острые закуски: острый сыр, бастурма. Также можно попробовать выпечку с молочной или творожной начинкой (например, с творожным кольцом или ватрушкой).
В XIX веке в Европе была популярна смесь чая под названием «русский караван», состоящая из лапсан сушонга, улуна и кимуна.

## Прочие сведения
Лапсанг Сушонг поставляется для английского парламента и дома королевы Великобритании .
Популярен среди курильщиков — возможно, за нотки дыма. В частности, Лапсанг Сушонг был любимым чаем Уинстона Черчилля.

### Лапсанг Сушонг в современной культуре
- Песня группы «Сансара» «Лапсанг Сушонг»
- В книге Виктора Пелевина Generation «П» упоминается герой «Лабсанг Сучонг из монастыря Пу Эр» (игра слов с именами — см., например, Лобсанг Гьяцо).
- В рассказе Михаила Харитонова (Константин Крылов) «Лапсанг Сушонг» все действие разворачивается вокруг случайно добытого обычным советским человеком пакета одноимённого чая.
- В сериале «Менталист» главный герой Патрик Джейн является любителем этого чая. Несколько раз в сериале упоминает этот сорт, как настоящий, лучший чай.
- В серии детективов Элизабет Джордж — любимый сорт чая инспектора Томаса Линли, графа Ашертона.
- В серии книг Пространство, этот чай любила  Крисьен Авасарала, а Бобби Дрейпер сравнивала аромат этого чая с запахом в раздевалке марсианских десантников.